# Idiocera proserpina
Idiocera proserpina är en tvåvingeart som först beskrevs av Alexander 1943.  Idiocera proserpina ingår i släktet Idiocera och familjen småharkrankar. Inga underarter finns listade i Catalogue of Life.